# Лукреция Борджия
Лукрèция Бòрджия (на италиански: Lucrezia Borgia, Лукреция Борджа, на каталонски: Lucrècia Borja, на испански: Lucrecia Borgia, на латински: Lucretia Borgia; * 18 април 1480, Субиако, Папска държава; † 24 юни 1519, Ферара, Херцогство Ферара) е италианска аристократка от испански произход, господарка на Непи (10 октомври 1499 – 17 септември 1501), господарка на Сермонета и Басиано (12 септември 1500 – 17 септември 1501), и чрез бракове господарка на Пезаро и Градара (12 юни 1493 – 20 декември 1497), херцогиня на Бишелие и княгиня на Салерно (21 юли 1498 – 18 август 1500), херцогиня на Ферара, Модена и Реджо (23 януари 1505 – 24 юни 1519).
Незаконнородена дъщеря и трето дете на папа Александър VI и неговата метреса Ваноца Катанеи, тя е една от най-противоречивите женски фигури на Италианския ренесанс. Когато баща ѝ се възкачва на папския престол, той първоначално я омъжва за Джовани Сфорца, но няколко години по-късно, след анулирането на брака, тя се омъжва за Алфонсо Арагонски, незаконен син на Алфонсо II Неаполитански. По-нататъшна промяна в съюзите, която доближава Борджиите до профренската партия, води до убийството на Алфонсо по заповед на Чезаре, неин брат. След кратък период на траур Лукреция активно участва в преговорите за третия си брак – този с Алфонсо I д’Есте, най-големият син на херцог Ерколе I д’Есте от Ферара, който трябва, макар и неохотно, да я приеме за своя съпруга. Тя кара двора на Есте да забрави за нейния произход като незаконна дъщеря на папата, двата ѝ провалени брака и бурното ѝ минало: благодарение на своята красота и интелигентност се превръща в жена, харесвана както от новото ѝ семейство, така и от народа на Ферара.
Перфектна ренесансова кастеланка, тя придобива репутацията на умел политик и проницателен дипломат. Съпругът ѝ ѝ поверява административното управление на херцогството, когато трябва да отсъства от Ферара. Лукреция също е активна покровителка на изкуствата, посрещайки в двора поети и хуманисти като Лудовико Ариосто, Пиетро Бембо, Джан Джорджо Трисино и Ерколе Строци.
От 1512 г., поради нещастията, които сполетяват нея и дома на Ферара, тя започва да носи власеница, присъединява се към Третия францискански орден, към последователите на свети Бернардин Сиенски и света Катерина Сиенска и основава Монте ди пиетà на Ферара, за да помогне на бедните. Умира през 1519 г., на тридесет и девет години, от усложнения, дължащи се на раждане.
Отглеждана като истинска принцеса, тя получава превъзходно образование. Но въпреки че е обичана много от баща си и амбициозния си брат Чезаре, тя си остава в техните очи, подобно на всички жени с нейното положение в онази епоха, политическо средство за въздействие. Затова роднините ѝ на няколко пъти ѝ уреждат годежи с влиятелни мъже, за да извлекат политически дивиденти. Омъжват я три пъти – през 1493 г., 1498 и през 1502 г. Семейството ѝ по-късно става известно със своите политически амбиции, безскрупулни машинации, корумпираност и порочност, за които се твърди, че са постоянни характеристики на Папството през Ренесанса.
Няма исторически доказателства за твърденията, че Лукреция активно е участвала в множеството престъпления на баща си и братята си. Тя остава в историята, от една страна, като покровителка на изкуството и науката, а от друга, като фатална жена, богата на любовни приключения, някои от които завършват фатално за нейните любовници.
Фигурата ѝ придобива различни нюанси в хода на историческите периоди. За определена историография, особено през XIX век, Борджиите въплъщават символа на безмилостната макиавелистка политика и сексуалната поквара, приписвани на ренесансовите папи. Самата репутация на Лукреция е опетнена след обвинението в кръвосмешение, повдигнато от Джовани Сфорца срещу семейството на жена му, към което по-късно се добави славата ѝ на отровителка, дължаща се по-специално на едноименната трагедия на Виктор Юго, по-късно поставена по музика на Гаетано Доницети: по този начин фигурата ѝ се свързва с тази на фаталната жена, участваща в престъпленията, извършени от нейното семейство. Последвалата историография обаче значително омаловажава тези аспекти, като говори за „черна легенда“ срещу нея, първоначално родена по политически причини.

## Произход
Лукреция е незаконната дъщеря и трето дете на испанския кардинал Родриго Борджа (1431 – 1503), архиепископ на Валенсия, който през 1492 г. е избран за папа под името Александър VI, и на дългогодишната му метреса Джована (Ваноца) Катанеи (1442 – 1518) от Мантуа. Нейни дядо и баба по бащина линия са Хорхе Ланкол и Изабела де Борха, а по майчина – неизвестен и Меника. Има трима братя:
- Чезаре (1475 – 1507), херцог на Валантиноа и Романя, принц на Андрия, владетел на Пиомбино, Камерино и Урбино, гонфалониер и генерал-капитан на Светата църква, съпруг на Шарлот д'Албре
- Джовани (1476 – 1497), херцог на Гандия, херцог на Сеса, съпруг на Мария Енрикес де Луна
- Хофрè/Гофредо (1481 – 1517), княз на Скуилаче, съпруг на Санча Арагонска и на Мария Мила Арагонска и Вилархермоза

Има също двама или трима полубратя и две или три полусестри от извънбрачни връзки на баща си, и един полубрат от втория брак на майка си.
Родриго, въпреки че тайно ги припознава в момента на раждането, крие добре съществуването на децата си, поне първоначално, така че пратеник от Мантуа през февруари 1492 г. говори за Чезаре и Гофредо като за племенници на кардинала.
Малките Борджии са силно повлияни от валенсианския си произход и са много близки един до друг. По-специално, Лукреция се свързва с Чезаре с по-голяма близост и между тях съществува чувство на взаимна любов и лоялност. Въпреки това осъзнаването, че са гледани с пренебрежение като чужденци, засилва чувството на Борджиите за сплотеност помежду им, дотолкова че те наемат услугите предимно на роднини или сънародници, убедени, че те са единствените, на които могат да се доверят.

## Биография

### Ранни години
Вероятно първите години Лукреция живее с майка си в къща на площад „Пицо ди Мерло“ в Рим. Тя е много обичана от баща си, но с майка си е в хладни отношения. По-късно е поверена на грижите на братовчедката на баща си Адриана Мила, вдовица на благородника Лудовико Орсини. Адриана се подчинява изцяло на интересите на Родриго, действайки като настойница на Лукреция и поддържайки връзката на кардинала с 14-годишната Джулия Фарнезе Орсини, нейна снаха. Голямото приятелство, което се заражда между Джулия и Лукреция, позволява на последната да не скърби за заминаването на брат ѝ Чезаре за университета в Перуджа и за смъртта на нейния полубрат Пиер Луиджи през 1488 г.
Лукреция израства, подобно на останалите женски фигури в семейството, изцяло подчинена на мъжката сексуална сила и господство на баща си. Тя притежава същата чувственост и безразличие към сексуалния морал като баща си и братята си, но също така знае как да бъде мила и състрадателна.
Отгледана от Адриана, тя получава пълноценно образование: благодарение на добрите учители, включително Карло Канале (последният от четиримата съпрузи на майка ѝ), който я посвещава в поезията, тя научава испански, френски, италиански и малко латински, и също така музика, танци, рисуване и бродерия. Тя също е научена да се изразява с елегантност и красноречие. В манастира Сан Систо научава и религиозните практики.
На единадесет години е обещана за съпруга два пъти на испански ухажори: кардинал Борджия си представя бъдеще за децата си в Испания. През февруари 1491 г. първоначалният избраник е дон Керубино Хуан де Сентелес, с договор, който предвижда зестра от 30 000 валенсиански тембъра, разделени отчасти в пари и отчасти в скъпоценности, подарък за булката от семейство Борджия, подписан 26 февруари 1491 г.; два месеца по-късно Родриго сключва нови брачни договори с друг валенсианец, Гаспаре ди Прочида, син на графа на Аверса, но през 1492 г., след избирането му на папския престол с името „Александър VI", той разваля и двата годежа в замяна на награди за семействата на двамата ухажори. Брачните планове по отношение на Лукреция претърпяват дълбока промяна от 1492 г., когато баща ѝ става папа: вече способен да се цели много по-високо от обикновените испански благородници, папата се опитва да установи дъщеря си в Италия с визията да формира мощни политически съюзи с благородническите семейства. По това време всъщност има разпространение на съюзи между италианските управляващи семейства и Борджиите се възползват от тази ситуация за плановете си да доминират на полуострова. Именно кардинал Асканио Мария Сфорца предлага на папата името на своя племенник Джовани Сфорца, 27-годишен владетел на Пезаро, което е папско владение. Благодарение на тази сватба Александър VI ще влезе в съюз с могъщото семейство Сфорца, създавайки отбранителна лига на Папската държава (25 април 1493 г.), за да предотврати предстоящата френска инвазия на Шарл VIII в ущърб на Неаполитанското кралство.
През този период папата дарява двореца „Санта Мария ин Портико“ на Лукреция. Адриана Мила ръководи дома на племенницата си, а Джулия Фарнезе играе ролята на придворна дама. Къщата скоро става място за социални срещи, посещавано от роднини, приятели, ласкатели, благородни дами и пратеници от княжески домове. Сред тези пратеници, докато е на посещение в Рим през 1492 г., при Лукреция идва Алфонсо д'Есте, който става неин трети съпруг.

### Графиня на Пезаро
На 2 февруари 1493 г. е сключен бракът чрез пълномощник между 12-годишната Лукреция и 26-годишния Джовани Сфорца, граф на Пезаро. На 2 юни 1493 г., когато той пристига в Рим, двамата бъдещи съпрузи се срещат за първи път. На 12 юни в Апартамент „Борджия“ в Апостолическия дворец е отпразнувана религиозната венчавка. Изяществото на Лукреция е възхвалявано от оратори от онова време: „тя носи персоната си толкова леко, че изглежда сякаш не се движи“. След пищна вечеря Лукреция не е отведена до брачното ложе, както е обичайно, тъй като папата не иска бракът да бъде консумиран преди да изтекат пет месеца, може би поради физическата издръжливост на булката или може би за да запази възможността да го отмени в случай за промяна на политическите си цели. В началото на август, поради страх от чумата, поразила града, Джовани Сфорца напуска Рим и не е ясно дали Лукреция го е последвала.
Въпреки че става графиня на Пезаро, нищо не се променя за Лукреция, освен социалното ѝ положение: това, че е омъжена жена, ѝ придава по-голямо значение. Докато продължава да прекарва дните си, посвещавайки се на различни забавления, тя започва да получава почит, благоговение и молби за ходатайство при папата и въпреки че е млада, вече ясно демонстрира значителна зрялост: съвременник всъщност я описва като „най-достойната жена“. Съпругът ѝ се връща в Рим преди Коледа и прекарва празниците с нея, но през този период папата променя съюза, заставайки на страната на Неаполитанските арагонци чрез брака между брат ѝ Гофредо и Санча Арагонска: по този начин той не признава претенции на Шарл VIII за господство над неаполитанските земи.
След няколко месеца Лукреция придружава съпруга си в Пезаро, последвана от Адриана и Джулия, които имат задължението да се грижат за нея. Те пристигат в Пезаро на 8 юни, където местната аристокрация предлага топло посрещане на новата графиня и Сфорца задоволява всяко желание на гостите ѝ. Лукреция се забавлява много в Пезаро, дотолкова че забравя да пише редовно на баща, който в този период има проблеми, и става много добра приятелка с красивата Катерина Гонзага, съпруга на Отавиано да Монтевекио, която използва тази връзка, за да облагодетелства и защитава семейството си. Малко след това Лукреция е смъмрена от баща си, че не е попречила на Адриана и Джулия да отидат в Каподимонте при леглото на Анджело Фарнезе, брата на Джулия, където обаче пристигат твърде късно. Лукреция отвръща със същото на обвиненията на баща си, демонстрирайки, че отлично разбира политическата ситуация, в която се намира папата.
По време на нахлуването в Италия от френската армия, водена от Шарл VIII, Лукреция остава в безопасност в Пезаро, водейки луксозен живот. Александър VI успява, чрез своите дипломатически умения и ласкателства, да не понесе щети от френското нашествие и малко след това създава Свещена лига срещу Франция (31 март 1495 г.): коалиционната армия, водена от Франческо Гонзага, маркиз на Мантуа, побеждава французите в битката при Форново на 6 юли. Лукреция се завръща в Рим след Великден през същата година, докато позицията на съпруга ѝ става все по-двусмислена: папата му нарежда да напусне Пезаро и да се постави на негова служба, докато Джовани възнамерява да се постави изцяло под ръководството на Лудовико Сфорца.
През март 1496 г. Лукреция се запознава с Франческо Гонзага, когато последният пътува до Неапол с армията на Свещената лига. Когато Джовани Сфорца също напуска Рим с армията си, за да помогне на маркиза, след като взема различни пари от папата и отказва да напусне няколко пъти, се разпространяват тревожни слухове относно неговата сватба. Мантуанският посланик пише: „Може би той има у дома това, което другите не мислят“, добавяйки двусмислено, че е оставил Лукреция „под апостолската мантия“ (тази фраза се смята от мнозина за намек за кръвосмешението между Лукреция и баща ѝ). През май брат ѝ Гофредо и съпругата му Санча Арагонска, които дотогава живеят в Неапол, пристигат в Рим и за кратко време двете балдъзи стават добри приятелки.

### Години на скандали
На 26 март 1497 г., Великден, съпругът на Лукреция Джовани Сфорца бяга от Рим. Твърди се, че внезапното му бягство се дължи на страха му да не бъде убит от Борджиите и че самата Лукреция е тази, която го е предупредила. Александър VI нарежда на зет си да се върне, но той на няколко пъти отказва. Лудовико Мария Сфорца търси посредничество от владетеля на Пезаро, като го пита за истинската причина за бягството, а Сфорца отговаря, че папата му е ядосан и че без причина не позволява на жена си да се присъедини към него. По-късно Лудовико научава за заплахите, отправени от папата към Джовани, и е изненадан, че папата го моли да убеди Джовани да се върне в Рим. Накрая, на 1 юни кардинал Асканио Сфорца информира Лудовико, че папата възнамерява да разтрогне брака. За да постигне раздялата, папата заявява, че бракът е невалиден, тъй като Лукреция вече е била сгодена за владетеля на Прочида Гаспаре д'Аверса и че във всеки случай Сфорца е импотентен и следователно не е консумирал брака: по този начин е възможно да започне процес на анулиране. Тогава Джовани Сфорца обвинява папата в кръвосмешение с дъщеря му. Лудовико Сфорца се отказва от инсинуацията, за да избегне шума, и предлага на братовчед си да докаже, че е способен да консумира брака пред свидетели (сексуален контакт със съпругата му или други жени пред свидетели, приети от двете страни), но Джовани се противопоставя на това. Междувременно Лукреция намира убежище в манастира Сан Систо, за да избяга от мълвата. Там в средата на юни тя получава новината за убийството на брат си Джовани, чийто инициатор никога не е официално разкрит.
Малко след това семейство Сфорца оттегля всякаква подкрепа за графа на Пезаро, за да попречи на папата да се ядоса още повече на забавянето на Джовани относно съгласието с анулирането на брака му. Тъй като няма избор, графът подписва както признание за импотентност, така и документа за недействителност пред свидетели (18 ноември 1497 г.). Лукреция потвърждава всичко, което баща ѝ я е накарал да подпише относно неуспеха да консумира брака пред каноничните съдии, които, доволни, обявяват нейната девственост за ненарушена, без дори да оставят матроните да я посетят (12 декември 1497 г.). Според миланския посланик Стефано Таверна Лукреция им благодари на латински, „с толкова много любезност, че ако беше Тулий Цицерон, не би могла да го каже по-остроумно и с по-голяма изящество“. Негодуванието, предизвикано от историята за анулирането на брака ѝ, води до висока цена за репутацията на Лукреция: малцина вярват в импотентността на съпруга ѝ и в идеята, че тя е девствена: така обвинението в кръвосмешение се налага срещу сем. Борджи.
Няколко месеца по-късно Лукреция е замесена в нов скандал. На 14 февруари 1498 г. тялото на Педро Калдерон, известен като Перото – млад испански слуга и фаворит на папата, е открито в река Тибър. Според майстора на папските церемонии Йоханес Буркард младежът „със сигурност е паднал в Тибър не по своя инициатива“, добавяйки, че „имаше много мълви в града“. В своя дневник венецианецът Марин Санудо разказва, че тялото на една от дамите на Лукреция на име Пантазилея също е било намерено заедно с това на Перото. Много оратори сочат Чезаре Борджия като подбудител на двойното убийство по причини, строго свързани с Лукреция, която вероятно е забременяла от младия испанец. Тъй като по това време се организира втората сватба на Лукреция, Чезаре е нямало да позволи на никого да попречи на неговите и на баща му планове за сестра му и по тази причина е отмъстил на виновните за аферата. В доклад от 18 март говорител от Ферара информира херцог Ерколе I д’Есте за раждането на детето на папата. Нищо повече не се чува за това дете, което е родено в манастира Сан Систо и чието съществуване е доказано, според някои историци, от трагичния край на Перото и Пантазилея. Някои историци го идентифицират с Джовани Борджия, син на Александър VI и следователно полубрат на Лукреция, роден в този период, за когото тя винаги ще се грижи с голяма обич.

### Херцогиня на Бишелие
Когато Лукреция се връща в двореца Санта Мария ин Портико, преговорите за втория ѝ брак вече са приключили. Със зестра, определена на 40 000 златни дуката, тя трябва да се омъжи за Алфонсо Арагонски, незаконен син на краля на Неапол Алфонсо II Неаполитански и брат на Санча Арагонска. Бракът, организиран от баща ѝ и брат ѝ Чезаре, който е захвърлил кардиналския пост, ще послужи за сближаването на Борджиите с трона на Неапол, заедно с много по-благодатния брак между Чезаре и Карлота Арагонска, законна дъщеря на Федерико I Неаполитански: тази последната сватба обаче не се състои, за голямо разочарование на папата. Така Чезаре, след като отива в двора на краля на Франция Луи XII, се жени за Шарлот д'Албре, сестра на краля на Навара Жан III.
Сватбата на Лукреция се състои пред няколко близки приятели в Апартамент „Борджия“ в Апостолическия дворец на 21 юли 1498 г. За Лукреция, която веднага се влюбва в съпруга си, фигурата на 17-годишния херцог на Бишелие не е напълно чужда, тъй като балдъза ѝ Санча го е хвалила няколко пъти пред нея: нейните съвременници тогава са единодушни в признаването му като „най-красивия младеж, виждан някога в Рим“. През следващите месеци съпрузите живеят мирно, провеждайки блестящ двор, приемайки поети и писатели от „Римската академия“, като Томазо Ингирами, Антонио Манчинели, Винченцо Калмета и Бернардо Аколти, най-важните художници на Рим като Микеланджело Буонароти, Антонио дел Полайоло, Пинтурикио, известни проповедници като Мариано да Дженацано, брат Еджидио да Витербо, Рафаеле Брандолини, бивш прецептор на херцога на Бишелие, и членове на важни благороднически фамилии, като Масимо, Алтиери и Сантакроче. В края на същата година, според информатор на Лудовико Сфорца, Лукреция е една от най-влиятелните личности при папата, заедно с кардиналите на Капуа и Борджия.
На 9 февруари 1499 г. Лукреция прави спонтанен аборт поради падане. Тази загуба не обезсърчава двойката: два месеца по-късно Лукреция отново е бременна. През този период новината за брака на брат ѝ Чезаре с Шарлот д'Албре развеселява Лукреция, но не и Алфонсо и Санча, тъй като те разбират, че съюзите на Борджия са се променили отново: за да се ожени, Чезаре трябва да подкрепи военно повторното завладяване на миланците и Неаполитанското кралство от Луи XII. Папата се опитва да успокои нарастващото безпокойство на Алфонсо, но той бяга и намира убежище в Дженацано, оставяйки бременната си в шестия месец жена в отчаяние. Разгневен, папата гони Санча от Рим и поставя стражи да пазят двореца Санта Мария ин Портико, когато научава, че Алфонсо призовава Лукреция да се присъедини към него в Дженацано.
За да предотврати изкушението на двете жени, останали без съпрузи, да се присъединят към тях, Александър VI решава да изпрати децата си Гофредо и Лукреция в Сполето, като назначава Лукреция за губернаторка на херцогството. След като настанява децата си в Сполето – главната крепост на север от Рим, папата показва, че се е присъединил към френската партия. Лукреция и нейният брат, преди това обединени с неаполитанския дом от Чезаре, са принудени, отново по негова воля, да изоставят интересите на осиновената си дом и да държат Сполето, за да блокират всички неаполитански войски, изпратени да помогнат на Миланското херцогство, нападнато от френската армия, водена от Чезаре Борджия и крал Луи XII.
В Сполето Лукреция и Чезаре Борджия получават топло посрещане и за разлика от нейния брат, който предпочита да се посвети на лова, Лукреция се ангажира със задачата си като губернаторка: наред с други неща тя създава орган от маршали, за да гарантира реда в града, и налага примирие със съперничещия град Терни. Месец след пристигането ѝ при нея пристига Алфонсо, когото баща ѝ Александър VI успява да успокои, като му дава града и територията на Непи. На 14 октомври Лукреция се завръща в Рим заедно с Алфонсо и Гофредо. В нощта на 31 октомври тя ражда дете, кръстено Родриго Арагонски.
На 29 юни 1500 г. силна буря причинява срутване на комин на покрива на Ватикана: развалините се срутват във вътрешните подове, убивайки трима души, докато папата е изваден в безсъзнание и леко ранен на челото, но без да сериозни последствия. Това тласка Чезаре да се опита да запази, в случай на внезапна смърт на баща си, изключителното богатство, което е получил от непрекъснатите си победи в Романя. Той успява да получи подкрепата на Кралство Франция и Венецианската република, но няма същата подкрепа от Неаполитанското кралство и Кралство Испания, които намират възможен негов противник в лицето на Алфонсо Арагонски – съпруг на сестра му и ръководител на онази проарагонска партия, които е опитала да върне папата към старите му съюзи. Партията включва самата Лукреция, влюбена в съпруга си, и брат ѝ Гофредо, доминиран от волевата Санча. Така в нощта на 15 юли 1500 г. Алфонсо е нападнат от въоръжени мъже и, въпреки че се опитва да се защити, е сериозно ранен в главата и крайниците. Лукреция и Санча се грижат за него, като бдят до леглото му и никога не го оставят сам. Като държат Чезаре отговорен за атаката, те молят папата за въоръжен ескорт, който да пази стаята на херцога, викат лекари специално от Неапол и лично му приготвят ястията от страх от отравяне. На 18 август, чрез измама, двете жени са изведени от болничната стая, а Алфонсо, вече извън опасност и на път да се възстанови, е удушен от Микелето Кореля, личният убиец на Чезаре. Чезаре, който първоначално разпространява слуха, че именно Орсини са виновни за убийството, се оправдава пред баща си, като казва, че неговият девер се е опитал да го убие с изстрел от арбалет: докато Александър VI приема обяснението, Лукреция, отчаяна от смъртта на съпруга си, не го прави. Ядосана на баща си и брат си, тя остава сама да плаче със Санча, има много висока температура с делириум и отказва да яде. Заради показната ѝ болка баща ѝ започва да се отнася хладно с нея.

### Повратна точка
В Непи, където Лукреция е изпратена заедно с малкия си син Родриго на 31 август (за да се успокои евентуалната ѝ омраза към баща ѝ и брат ѝ Чезаре), периодът на траур преминава. Престоят ѝ там продължава до ноември. Винаги тъжна, тя подписва писмата си с „Най-нещастната жена“. От този период датира тайната ѝ кореспонденция с Винченцо Джордано, неин довереник и вероятно неин иконом. Първоначално писмата се отнасят до траурните дрехи за нея, сина ѝ и слугите ѝ, но също и до заповедта да се отслужват литургии за починалия; малко след това обаче темата на писмата става по-мистериозна, с намеци за вътрешните интриги на Ватикана.
След като се завръща в Рим, тя е извикана във Ватикана и е предложена на херцога на Гравина, вече неин ухажор през 1498 г. Лукреция обаче отхвърля предложението и на въпроса на папата защо е отказала, тя отговаря на висок глас и в присъствието на други хора „защото съпрузите ми са жертви“. Фактът, че по това време броят на ухажорите ѝ е голям въпреки скандалната ѝ репутация, показва, че много високопоставени семейства са били заинтересовани да се свържат с Борджиите чрез брак с дъщерята на папата.
Много историци са съгласни, че този период е основен за Лукреция: тя разбира, че е време да напусне римската среда, твърде потискаща и лишена от сигурността, от която се нуждае, търсейки някой, който може да уравновеси силата на нейните роднини.

### Трети брак
Стремежите на Лукреция се осъществяват, когато започват преговори за брака ѝ с Алфонсо I д’Есте, син на Ерколе I д’Есте, херцог на Ферара, с цел укрепване на властта на брат ѝ Чезаре в Романя. Благодарение на този брак Лукреция става част от едно от най-старите семейства в Италия. Семейство Есте обаче оказва известна съпротива и поради клеветническите слухове за Лукреция. За да преодолее тази резервираност, папата налага волята си на краля на Франция Луи XII, защитник на Ферара, чието одобрение има решаваща тежест в преговорите. Александър VI изнудва краля, като уточнява, че ще признае правата на французите върху трона на Неапол, ако той убеди семейство Есте да одобри сватбата. Луи XII е принуден да приеме, но посъветва Ерколе д'Есте да продаде скъпо честта на дома си. Ерколе поисква от папата да удвои предложените 100 000 дуката, както и други облаги за херцогството и за роднини и приятели.
През юли 1501 г., по време на преговорите, за да покаже как Лукреция е способна на голяма отговорност и следователно е достойна херцогиня на Есте, Александър VI ѝ поверява управлението на Ватикана, докато той отива в Сермонета. Този факт не възмущава приближените във Ватикана, вече свикнали със странностите и ексцесиите на папата.
Сватбеният договор е съставен във Ватикана на 26 август 1501 г., а сватбата чрез пълномощник във Ферара се състои на 1 септември: когато четири дни по-късно новината е оповестена публично в Рим, има големи тържества и Лукреция отива да благодари на Богородица в базиликата Санта Мария дел Пополо. Този път тя самата взема активно участие в брачните преговори и също получава няколко писма от херцог Ерколе. Решено е също, че нейният син Родриго ще остане в Рим под папската защита: Лукреция идва във Ферара без последиците от миналия си живот. В средата на декември ферарският ескорт, който трябва да придружи булката до Ферара, пристига в Рим, воден от кардинал Иполито I д’Есте, брат на Алфонсо. На официалното представяне на Лукреция пред новите роднини те остават изумени и очаровани от великолепието ѝ. Вечерта на 30 декември 1501 г. Лукреция получава сватбената благословия. Следват дни на празненства, докато парите, донесени от Лукреция като зестра, се преброяват щателно.
На 6 януари, след като поздравява приятели и роднини, тя се оттегля с баща си и брат си Чезаре за дълъг разговор на строг валенсиански диалект. След това на италиански и на висок глас Александър VI я призова да запази спокойствие и да му пише за „каквото си иска, „защото той [би направил], в нейно отсъствие, много повече, отколкото тя [бе] направила понастоящем". Накрая, след като получава последната благословия от папата, Лукреция заминава за Ферара. На 31 януари, след като пресича Централна Италия, преминавайки през Урбино и Болоня, процесията спира в Бентивольо, във ваканционната резиденция на едноименните господари от Болоня: тук Алфонсо я среща. Лукреция приема съпруга си с любезност и уважение, който след два часа разговор я оставя, за да я изпревари във Ферара. На 1 февруари в Малалберго Лукреция се запознава със своята балдъза Изабела д’Есте, с която започва таен конфликт: и двете ще се състезават за ролята на първа дама в двора на Есте до края. Вместо това в Торе Фоса тя се среща с херцог Ерколе д'Есте, с останалата част от семейство Есте и с двора на Ферара. На 2 февруари, деня на Сретение Господне, Лукреция прави тържествено влизане във Ферара, посрещната с радост от жителите на града. След богат прием тя отиде в апартаментите си, където Алфонсо се присъединява към нея малко след това и според това, което канцлерът на Изабела д'Есте докладва на херцога на Мантуа, бракът е консумиран три пъти тази нощ.

### Нов живот в двора на Есте
След пищните тържества, свързани със сватбата, животът в двора на Ферара възобновява ежедневния си ритъм. Лукреция се опитва да се адаптира към новата среда, но за кратко време възникват разногласия относно надбавката от 10 000 дуката, дадена ѝ от херцог Ерколе, която тя смята за твърде малка предвид огромната зестра, която е донесла на семейство Есте. Ефектите от лошото ѝ настроение имат отражение върху отношенията ѝ с ферарската аристокрация, която се оплакват от предпочитанията, които Лукреция проявява към испанските и римските жени: всъщност тя не се интересува толково да бъде популярна, колкото да създаде компания около себе си, на която да има сляпо доверие, без сянка на подозрение.
Междувременно тя се запознава със своите шуреи, и по-специално с дон Джулио и дон Феранте д'Есте, но създава „интимен съюз“ преди всичко с Иполито I д’Есте, от който се нуждае поради несигурното си положение. Според това, което папа Александър VI съобщава на Белтрандо де Костабили, Лукреция прекарва нощта със съпруга си, а деня с кардинала, който винаги е с нея, придружавайки я навсякъде, сякаш са три тела и един ум.
През пролетта тя забременява от Алфонсо, но бременността ѝ се оказва трудна, също и поради новините за плячкосването, което войските на брат ѝ Чезаре са извършили в Урбино – град, който я е посрещнал разкошно малко преди това. Тези събития, заедно с откриването в Тибър на тялото на Астор III Манфреди, задържан известно време в Кастел Сант Анжело, поставят Борджиите в още по-лоша светлина. Едва след като разследват испанците, жителите на Ферара са убедени, че болката, изразена от Лукреция, е истинска.
През лятото Лукреция е заразена от епидемия от треска, обхванала Ферара. На 5 септември тя получава гърчове и ражда мъртво момиченце. Трудното положение е преодоляно и периодът ѝ на възстановяване преминава в манастира Корпус Домини. Както на отиване, така и на връщане Лукреция е аплодирана от хората и е добре приета от придворните.
Военната храброст на брат ѝ Чезаре довежда славата на Борджиите до своя връх, всявайки известен страх, и следователно Лукреция получава повече внимание от семейство Есте, дотолкова че херцогът решава да увеличи издръжката ѝ. Тъй като Ерколе I д'Есте е вдовец, Лукреция започва да се нарича „херцогинята“, заемайки и представителни позиции в обществени тържества. Благодарение на любовта си към културата тя превръща двора във Ферара в опорна точка на група писатели, сред които е и Ерколе Строци, когото тя взема под своя защита, предлагайки му преференциално приятелство. Именно той разказва на Лукреция за венецианските складове, недалеч от Ферара, където тя го изпраща да купи нейните кралски тъкани, златни брокати и други нюанси на кредит. Като отмъщение срещу сребролюбието на свекъра разходите на Лукреция далеч надвишават издръжката, която ѝ е предоставена.
Също така Строци я запознава със своя близък приятел, хуманиста Пиетро Бембо. Интелектуалният престиж, придружен от физическата мощ, впечатлява Лукреция, която започва приятна размяна на рими и стихове с Бембо. След няколко месеца, както се вижда от кореспонденцията между двамата любовта им става по-страстна, толкова много, че когато поетът се разболява през юли 1503 г., тя отива да го посети. Историците имат различни мнения относно истинската природа на връзката им. Страстните стихове, които Пиетро Бембо ѝ посвещава, не се харесват на съпруга ѝ Алфонсо, който прави всичко възможно, за да го отстрани от двора.
В Меделана, където дворът намира убежище, за да избяга от чумата, Лукреция получава новината за смъртта на баща ѝ Александър VI, която настъпва на 18 август. Тя се затваря в строг траур, към който не се присъединява нито един член на семейство Есте. Единствените, които застават до нея, са Ерколе Строци и Пиетро Бембо. Бембо ѝ пише писмо, за да я утеши и да ѝ предложи да не изглежда прекалено отчаяна, за да не породи слухове, че тъгата ѝ зависи не само от смъртта на баща ѝ, но и от страха от отхвърляне от страна на съпруга ѝ. Всъщност Лукреция все още не е успяла да даде наследник на Алфонсо, но все пак е успяла да се хареса на жителите на Ферара и на своя свекър Ерколе д'Есте.
Позорът на Борджиите нараства, когато след краткия понтификат на Пий III за папа е избран Юлий II, обявен за техен враг. Той нарежда на Чезаре Борджия незабавно да върне на Папската държава всички завладени крепости в Романя. Чезаре отказва, подкрепян от Лукреция, която защитава херцогството на брат си в Романя чрез малка армия от наемници. Венецианската република предприема действия в полза на папата, помагайки на много господари да си върнат владенията, отнети им от Чезаре, но армията от наемници на Лукреция успява да победи венецианците, защитавайки Чезена и Имола.
Лукреция също се тревожи за съдбата на сина си Родриго и на полубрат си Джовани Борджия. Херцог Ерколе се противопоставя на пристигането на Родриго във Ферара и я съветва да го изпрати в Испания, но Лукреция отказва и поверява детето на роднините на баща си, за да може да запази неаполитанските си владения. Вместо това Джовани израства в Карпи заедно с Джироламо и Камила – двете извънбрачни деца, които Чезаре Борджия има от една от придворните дами на Лукреция.
Папа Юлий II се оплаква от поведението на Лукреция на херцог Ерколе, който отговаря, че не участва в тези действия, тъй като пехотата от 1000 души и 500-те стрелци се плащат само от снаха му. Въпреки това Ерколе тайно подкрепя действията на Лукреция, предпочитайки Романя да продължи да бъде доминирана от различни дребни господари, а не от папата или съседната сила – Венецианската република. Чезаре обаче е заловен по заповед на Юлий II. Веднъж в затвора, в замяна на свободата той се съгласява с част от папските искания. След като е освободен, той намира убежище в Неапол, където обаче е арестуван със съучастие на Санча Арагонска и вдовицата на Джовани Борджия.
Ерколе д'Есте умира от болест на 25 януари 1505 г. и на следващия ден Алфонсо е коронясан за херцог. След церемонията Лукреция и Алфонсо получават овации и аплодисменти от жителите на Ферара.

### Херцогиня на Ферара
Ставайки херцогиня, от уважение към момента, който ѝ налага нова официална роля и може би поради подозрения от страна на Алфонсо, Лукреция решава да изостави платоничната си връзка с Пиетро Бембо, вероятно по взаимно съгласие. През февруари 1505 г. обаче поетът посвещава Gli Asolani на нея – произведение, което обсъжда любовта. Пиетро отива в Урбино и продължава кореспонденцията си с херцогинята до 1513 г., която приема по-официален тон.
На 19 септември 1505 г. в Реджо Лукреция ражда сина си Алесандро, който умира само след месец. Тя е съкрушена: за втори път не успява да даде наследник на семейство Есте. Напускайки Реджо, тя заминава за Белригардо, плавайки с двора към Боргофорте, където е посрещната от шурей си Франческо Гонзага: маркизът се опитва да я утеши, като обещава, че ще се намеси, за да освободи Чезаре Борджия, изпращайки най-добрия си посланик в Испания. По този повод се заражда „дълбоко разбирателство“ между Лукреция и Франческо, което ще се превърне в любовна афера, по-късно засвидетелствана от интензивна размяна на писма, чиито истински имена са скрити от измислени. И в този случай историците не са единодушни дали да се смята, че двамата шуреи са консумирали физически любовта си. След това шуреят се присъединява към маркиза Изабела д’Есте в Мантуа, където Лукреция е принудена от Изабела да разгледа всички произведения на изкуството, залите и богатствата, притежавани от Гонзага, за да демонстрира тяхното превъзходство над Лукреция.
Към края на 1506 г. папа Юлий II побеждава Бентивольо и превзема Болоня. Междувременно Чезаре Борджия успява да избяга от затвора в Медина дел Кампо, намирайки убежище в Навара при шуреите Д'Албре. Лукреция получава новината от испански пратеник, изпратена до нея от брат ѝ, за да се опита да му помогне. Тя незабавно предприема действия, като му изпраща писма и се опитва да намери подкрепата на крал Луи XII за него, който обаче отказва да му помогне сега, когато е изпаднал в немилост.
Щастлива от освобождаването на брат си, Лукреция прекарва карнавала през 1507 г., забавлявайки се много. По това време тя претърпява още един спонтанен аборт, бременна около шест седмици. Алфонсо не скрива факта, че смята жена си за отговорна за нещастието.
През пролетта Алфонсо заминава за Генуа, където е и крал Луи XII, оставяйки управлението на херцогството на Лукреция – нещо, което вече се е случвало през 1505 г., въпреки че по това време регентството също е било упражнявано от кардинал Иполито. На 20 април Хуанито Грасика – верният оръженосец на брат ѝ Чезаре, пристига във Ферара, донасяйки новината за смъртта му. След като научи новината, Лукреция показва „голямо благоразумие“ и своя „най-постоянен дух“, като казва само: „Колкото повече се опитвам да се съобразя с Бога, толкова повече неприятности ме посещават“. Но когато настъпва нощта, дамите ѝ я чуват да плаче сама в стаята си. Накрая, в чест на своя брат, тя нарежда да напишат погребална песен, в която Чезаре е представен като героя, изпратен от Божието провидение да обедини Италианския полуостров.
През лятото на 1507 г., след завръщането на съпруга си, Лукреция забременява. По време на раждането Алфонсо внезапно решава да отиде във Венеция на политическа визита. Дори и претекстът да е верен, изглежда също така, че той не е искал да бъде свидетел на загубата на новия си наследник. На 4 април 1508 г. се ражда бъдещият Ерколе II д’Есте – здраво и силно дете, а Лукреция бързо се възстановява от раждането. Междувременно връзката между Лукреция и Франческо Гонзага става все по-близка. В седмиците след раждането писмо, в което тя се надява на помирение между нейния съпруг и нейния девер, така че Франческо да може да дойде и да я види свободно, вероятно е прихванато и шпионин – някой си Кавалер М. ( може би Мазино дел Форно – близък привърженик на кардинал Иполито I д’Есте), устройва капан за Гонзага, представяйки му покана от Лукреция, за да го примами във Ферара и да докаже връзката му с херцогинята. Планът се проваля и Лукреция, Франческо и Ерколе Строци – техният посредник, увеличават предпазните мерки, започвайки да изгарят писмата, след като ги прочетат. Според това, което се вижда от криптираната кореспонденция, мнението на Строци и Лукреция е, че подбудителка на мистериозния кавалер е била Изабела д'Есте с намерението да накара двамата любовници да се издадат. На 4 юни 1508 г. дон Мартино, млад испански свещеник, капелан на Чезаре Борджия, пристигнал във Ферара преди няколко месеца, е намерен убит под портиците на църквата Сан Паоло. Два дни по-късно тялото на Ерколе Строци е намерено в града, пробито от двадесет и две прободни рани. Въпреки че Строци е един от най-важните хора във Ферара, не са проведени разследвания, нито са идентифицирани подозрителни лица. Убийството остава неразкрито, оставяйки историографския дебат открит.
Междувременно папа Юлий II, подкрепен от великите европейски сили, обявява война на Венеция. Алфонсо е поставен начело на папската армия, която чрез война възнамерява да си върне Полезине. Маркизът на Мантуа също се присъединява към съюза срещу венецианците. Тъй като съпругът ѝ е на война, Лукреция поема управлението на херцогството заедно със съвет от десет граждани. Папската артилерия, водена от Алфонсо, побеждава венецианците при Анядело и Лукреция ражда дете на 25 август (бъдещият кардинал Иполито II д’Есте).
След като успешно приключва военната кампания срещу Венеция, Юлий II разменя политическите съюзи, като обявява война на Франция. Алфонсо отказва да предаде Луи XII и е отлъчен от Църквата от папата. Франческо Гонзага, след като е принуден да изпрати сина си Федерико като заложник на Юлий II, е назначен за знаменосец на Църквата и е поставен начело на армията срещу херцогството на Ферара. В съгласие със съпругата си Изабела маркизът намира претекст да не напада херцогството на девер си. Междувременно Алфонсо, с помощта на френския контингент, воден от рицаря Пиер Терай, сеньор дьо Баяр, храбро защитава Ферара, побеждавайки папските войски при бастиона Фосо Джениоло (11 февруари 1511 г.). Лукреция, като перфектна кастеланка, не проявява страх от ситуацията и посреща своите победоносни защитници с големи почести и банкети. Терай я определя като „перла на този свят“, добавяйки, че „тя бе красива, добра, мила и учтива с всички“ и че е „оказала добри и големи услуги“ на своя „мъдър и смел“ съпруг.
Докато на 22 май папата губи Болоня, превзета отново от Бентивольо, Лукреция се оттегля в манастира Сан Бернардино по здравословни причини. По това време се заговаря и за нейно посещение в Гренобъл, при кралицата на Франция, която изявява желание да се срещне с нея, но тя не заминава, може би поради нов спонтанен аборт.
През 1512 г. смъртта на Гастон дьо Фоа-Немур и на цветето на френската армия кара Луи XII да се оттегли. Алфонсо, останал сам, решава да отиде в Рим като каещ се: папата го приветства, като вдига отлъчването от него, семейството му и града, но като компенсация Алфонсо трябва да освободи братята Джулио и Феранте и също да напусне Херцогство Ферара на папата в замяна на Графство Асти. Преди да успее да отговори, херцогът бяга, подпомогнат от Фабрицио Колона.
Докато е разтревожена за съпруга си, Лукреция получава новината за смъртта на Родриго – сина ѝ от втория ѝ съпруг. Въпреки разстоянието тя винаги се е грижила за детето и е шокирана от смъртта му, намирайки убежище в манастира Сан Бернардино за един месец. Само завръщането на Алфонсо във Ферара ѝ носи отново малко радост. При смъртта на Юлий II, който подготвя ново нападение срещу Есте, Ферара ликува. Благодарение на Пиетро Бембо, личен секретар на папа Лъв X, Ферара и Мантуа са помирени със Светия престол.
В края на четирите години на война Лукреция се променя: склонна към религиозна преданост, тя започва да носи власеница под ризите си и спира да носи деколтирани рокли; усърдно посещава църквите на града и слуша религиозни четива по време на хранене; накрая се присъединява към Третия францискански орден, към който кара да се присъедини и маркиза на Мантуа. Нищо от това не ѝ попречва да поддържа темпото на бременността си. През 1515 г. тя ражда момиче, кръстено Елеонора, а през 1516 г. момче на име Франческо. Многобройните бременности, редуващи се с аборти, силно я отслабват.
Когато папа Лъв X показва враждебни намерения към сем. Есте, Алфонсо поисква и получава защитата на краля на Франция Франсоа I, като отива във френския двод заедно с Джовани Борджия, който от известно време е под покровителството на Лукреция във Ферара. Междувременно херцогинята е поразена от различни смъртни случаи: през 1517 г. умира брат ѝ Гофредо, през 1518 г. майка ѝ Ваноца.
Пролетта на 1519 г. е много трудна: отново бременна и много уморена, Лукреция прекарва всичките си дни на легло. На 14 юни тя ражда момиченце, кръстено на Изабела Мария, но се разболява от родилна треска и за да облекчат мъките ѝ, косата ѝ е подстригана. На 22 юни тя диктува писмо, с което иска пълна индулгенция от папата. Накрая подписва завещанието си пред съпруга си. Преди да изпадне в кома, казва: „Аз принадлежа на Бог завинаги.“ Умира на 24 юни 1519 г. на 39-годишна възраст, оставяйки семейството си и града в дълбок траур. Погребана е в манастира „Корпус Домини“, облечена в дрехата на монахиня от Третия францискански орден.

## Черна легенда
Подобно на останалите членове на сем. Борджия и Лукреция е обект на клюки и обвинения приживе и посмъртно. Нейната скандална слава е прекъсната по време на периода ѝ във Ферара и след това се възобновява след смъртта ѝ. Най-настойчивите слухове, които я представят като „нещо като Месалина, интригантка, кръвожадна, корумпирана, непокорена, но съучастничка на баща си и на брат си“, са подети, докладвани и предадени на потомците в хрониките и памфлетите от многобройните врагове на Борджиите, включително Якопо Санадзаро (който определя Лукреция като „дъщеря, съпруга и снаха“ на папата), Джовани Понтано и Франческо Гуичардини.

### Обвинения в кръвосмешение
Известното обвинение, че Лукреция е имала кръвосмесителна връзка с баща си, е отправено от Джовани Сфорца, граф на Пезаро, срещу папата по време на процеса за анулиране на брака му с Лукреция, по време на който владетелят на Пезаро е обвинен в импотентност. Проборджианските историци определят думите му като обикновена клевета, хвърлена по време на пристъп на гняв поради наранена гордост. От друга страна, се предполага, че Джовани Сфорца може би е объркал топлото внимание на папата към дъщеря му с кръвосмесителната любов. Александър VI всъщност е имал чувствена природа и е показвал привързаността си към децата си и по-специално към Лукреция с прекомерен ентусиазъм, но също и делириума си към херцога на Гандия (и след това към Чезаре) „почти като заслепен любовник“. Мария Белончи се чуди дали Сфорца е „имал нещо повече от пороци и подозрения“, но посочва, че въпреки че обвинява папата, Джовани не обвинява директно съпругата си и наистина моли папата на няколко пъти да я върне при него. Въпреки това обвинението в кръвосмешение се разпространява бързо в италианските и европейските дворове, като отново е чуто по време на преговорите за сватбата между Лукреция и Алфонсо Арагонски. Към него е добавен слухът за известния сексуален промискуитет на девойката, дължаща се на връзката ѝ с бащиния ѝ паж Педро Калдерон: въз основа на популярните слухове, които се разпространяват в Рим и цяла Италия, венецианският хронист Джироламо Приули по-късно определя Лукреция като „най-великата проститутка, която е имало в Рим", а умбрийският хронист Матарацо я описва като „тя, която носи банера на курвите". Въпреки това е вероятно Приули и Матарацо, които са живели далеч от Рим, да са разчитали на популярни слухове срещу Борджиите, а не на надеждни свидетелства. Всъщност, въпреки че няколко италиански хроникьори от онова време съобщават за връзката ѝ с Калдерон, никой никога не говори за другите ѝ любовници. Историкът Грегоровиус също поставя под съмнение предполагаемото раждане на момче от страна на Лукреция в манастира Сан Систо, тъй като новината идва от един-единствен летописец: „самотен глас, който не намира никакво потвърждение“.
Към внушението за бащино кръвосмешение е добавено кръвосмешението с братята ѝ Джовани и Чезаре, за което говорят посланици и оратори. Например по време на преговорите за третия брак на Лукреция Антонело Сансеверино, принц на Салерно, пише ужасен на Федерико I Неаполитански, че никога не би приветствал жена като Борджия в дома си, „за която публично се смяташе, че е спала с братята си.“ Има намеци, че Чезаре е убил брат си Джовани не само защото е попречил на политическите му планове, но и защото е ревнувал, тъй като Джовани е бил предпочитан „в любовта от мадона Лукреция, общата сестра“, казва Франческо Гуичардини в своята „История на Италия“. Както пише английският биограф на Лукреция Сара Брадфорд, връзката, която е свързвала братята и сестрите Борджия, е била много близка, и по-специално тази между Чезаре и Лукреция: „независимо дали са извършили кръвосмешение или не, несъмнено Чезаре и Лукреция се обичаха повече, отколкото обичаше всеки друг, и поддържаха взаимна лоялност докрай.“ Според Мария Белончи обвинението в братско кръвосмешение е съмнително, тъй като Джовани Сфорца – първият, който лансира обвиненията в кръвосмешение към семейство Борджия, не прави намек за Чезаре и Джовани, а само за папата.
Важен човек, който има новини за личния живот на Лукреция в Рим, е Йоханес Буркард от Страсбург – италианизиран като Буркардо, церемониалмайстор по време на папа Борджия. В своя дневник, наречен Liber Notarum, той описва с прецизност и богатство на подробности церемониите и етикета на папския двор и не пропуска да отбележи някои сцени и събития, които изобщо не са ласкателни за Борджиите и за самата Лукреция. Въпреки че пуританският манталитет може отчасти да е разбрал погрешно значението на действията на Борджиите, историците обикновено смятат Буркард за обективен източник на информация относно папския двор. Всъщност в дневника си той никога не клюкарства и не хвърля обвинения срещу Борджиите, а се ограничава до педантично описание на понякога скандални факти, често потвърждавани от други съвременни хроникьори. Ако Буркард е искал да напълни дневника си със свидетелства срещу Борджиите, той лесно е можел да го направи, но вместо това той почти не споменава Джулия Фарнезе, Ваноца Катанеи или анулирането на брака между Лукреция и Джовани Сфорца – скандали, за които се говори в римските дворци и които биха могли лесно да бъдат манипулирани. Поради тази причина изглежда няма причина за съмнение в истинността на два скандални епизода, докладвани от церемониалмайстора, и двата от които се случват по време на периода на преговори за третия брак на Лукреция. Първият епизод е „вечерята на куртизанките“ – оргия, организирана от Чезаре Борджия вечерта на 31 октомври 1501 г. Според флорентинеца Франческо Пепи, „херцогът на Валентино... бе поканил петдесет куртизанки „кантониерки“ да дойдат в двореца и те жадуваха за танци и смях цяла нощ“: след бърза вечеря куртизанките влезли и започнали да танцуват със слугите и младите хора от дома, „първо в своите дрехи и после голи“; късно през нощта Чезаре накарал да поставят запалени свещници на земята и голите жени на четири крака трябвало да се състезават да събират кестените, хвърлени по тях, подстрекавани от папата, Чезаре и „сестра му Лукреция господарка“. За финал Чезаре организирал състезание с награди от дрехи и обувки за онзи, който се е съвокуплил с най-много куртизанки. Вторият епизод, разказан от церемониалмайстора, се случва на 11 ноември 1501 г., когато от прозореца Александър VI и Лукреция стават свидетели, „с голям смях и забава“, на дива сцена на чифтосване между четири жребеца и две кобили. Буркард съобщава само за тези два изолирани епизода с участието на Лукреция и ако са се случили други, той най-вероятно е щял да ги отбележи в дневника си. Поради тази причина и тъй като двете сцени се разиграват малко преди заминаването на Лукреция за Ферара, Мария Белончи предполага, че това са били „шоута за започване на брак, които е нямало да обидят жена, вече омъжена два пъти“.
Прочитането на тези два епизода „събудило скандал и ужас в пуританските или лицемерните коментатори в продължение на векове, докато възхваляващите Лукреция не искат да повярват, че тя може да участва в такъв вид вакханалия“, пише Женевиев Шастене, френската биографка на Лукреция, завършвайки: „Но това би означавало да се забрави, че това са забавления, напълно подходящи за ренесансовите обичаи“.

Много историци най-накрая се опитват да омаловажат обвиненията в перверзия, отправени срещу Лукреция по време на престоя ѝ в доминирания от Борджия Рим. „От собствения си опит [Лукреция] можеше вече да знае какъв отвратителен свят е този, в който живее... Грешат обаче онези, които вярват, че тя или други подобни на нея са го видели и са го преценили, както правим ние днес, или може би са направили неколцина, оживени тогава от по-чисто чувство... Освен това трябва да се добави, че по това време концепциите за религия, благоприличие и морал не са били същите като тези, които преобладават днес“, казва Фердинанд Грегоровиус. Тезата на немския историк е възприемата и от Роберто Джервазо в есето му за семейство Борджия: „Ако тя не беше светица, не бе и чудовище. Ако не се беше наричала Борджия, нямаше да има нужда нито от адвокати защитници, нито от посмъртна и късна реабилитация“.

### Обвинения в отровителство
Друго обвинение срещу Лукреция и нейното семейство като цяло е използването на смъртоносна отрова, наречена кантарела (вид арсеник), с която Борджиите уж елиминирали враговете си, изливайки я в напитки или храна. Според някои историци Борджиите са използвали кантарела по случай убийството на Джем Султан.
Лукреция е свързана с употребата на тази отрова на Борджиите, превръщайки се в един от най-известните отровители след постановката на романтичната трагедия на Виктор Юго през 1833 г. „Лукреция Борджия“: „Ужасна отрова - казва Лукреция - отрова, само идеята за която кара всеки италианец, който познава историята на последните двадесет години, да пребледнее.... Никой в света не знае противоотрова за тази ужасна съставка, никой, освен папата, месер Валентино (Чезаре Борджия) и мен.“ Днешните химици и токсиколози обаче са убедени, че тази отрова, способна да убива в определени моменти, е само легенда, свързана със семейство Борджия.

## Брак и потомство
Омъжва се три пъти:
∞ 1. 12 юни 1493 за Джовани Сфорца (* 5 юли 1466, Пезаро; † 27 юли 1510, Пезаро), господар на Пезаро и Градара, от когото няма деца.
∞ 2. 21 юли 1498 за Алфонсо Арагонски (* 1481, Кралство Неапол; † 18 август 1500, Рим), принц на Салерно, от когото има един син:
- Родриго Арагонски (̈* 1 ноември 1499, Рим; † август 1512, Бари), херцог на Бишелие

∞ 3. 26 август 1501 във Ватикана (договор), 1 септември във Ферара (чрез пълномощник) за Алфонсо I д’Есте (* 21 юли 1476, Ферара; † 31 октомври 1534, Ферарам), херцог на Ферара, Модена и Реджо, от когото има пет сина и две дъщери:
- Алесандро д’Есте (* 19 септември 1505, Реджо Емилия; † октомври 1505), принц на Ферара, Модена и Реджо
- Ерколе II д’Есте (* 4 април 1508, Ферара; † 3 октомври 1559, Ферара), херцог на Ферара, Модена и Реджо от 1534, ∞ 1528 за Рене Френска, от която има двама сина и три дъщери
- Иполито II д’Есте (* 25 август 1509, Ферара, † 1 декември 1572, Рим), архиепископ на Милано, кардинал 1538
- Алесандро д’Есте (* 1514, † 1516)
- Елеонора д’Есте (* 4 юли 1515, Ферара; † 15 юли 1575, Ферара), монахиня
- Франческо д’Есте (* 1 ноември 1516, Ферара; † 2 февруари 1578, Ферара), маркиз на Маса Ломбарда, ∞ за Мария ди Кардона, от която няма деца. Има един извънбрачен син и една извънбрачна дъщеря
- Изабела Мария д’Есте (* 14 юни 1519, Ферара; † 1521, Ферара). Поради усложнения при раждането Лукреция умира 10 дни след него.

Има и един извънбрачен син вероятно от пажа на баща си Педро Калдерон, наречен Перото:
- неизвестен (* март 1489, манастир „Сан Систо“, † вероятно малко след това) или
- Джовани Борджия, „Римският инфант“ (* 1498, Рим; † ок. 1548 или 1547, Генуа), херцог на Непи; има една дъщеря. Александър VI обаче в две папски були (втората от които тайна) от 1 септември 1501 г. приписва бащинство на сина си Чезаре от неизвестна жена, а във втората го приписва на себе си от разведена жена, вероятно за да спаси репутацията на дъщеря си. Тези подробности обаче подхранват слуховете за кръвосмешение в семейството на Борджия.

- Децата на Лукреция
- Олтарен образ с Лукреция, съпруга ѝ Алфонсо Арагонски и сина им Родриго
- Ерколе II д'Есте
- Иполито II д'Есте
- Елеонора д'Есте
- Франческо д'Есте

## Лукреция Борджия в културата

### Театър
- Lucrezia Borgia трагедия на Виктор Юго от 1833 г.

### Кино
- Lucrezia Borgia, с Мария Гаспарини (1910)
- Lucrezia Borgia, с Витория Лепанто (1912)
- Lucrezia Borgia, с Диана Карене (1919)
- I Borgia, с Ирене-Сафо Момо (1921)
- Lucrezia Borgia, с Лиана Хайд (1922)
- Don Juan (1926), с Естел Тейлър
- Cesare e Lucrezia Borgia, с Едвиж Фьойер (1935)
- Lucrezia Borgia, с Иза Пола (1940)
- Bride of Vengeance, с Полет Годар (1949)
- Lucrezia Borgia, с Мартин Керъл (1953)
- Le notti di Lucrezia Borgia, с Белинда Ли (1959)
- Le piacevoli notti, с Мария Грация Бучела (1966)
- L'uomo che ride, с Лиза Гастони (1966)
- Lucrezia Borgia, l'amante del diavolo, с Олинка Берова (1968)
- Terror in the Wax Museum, с Роза Хуерта (1973)
- Lucrezia giovane, със Симонета Стефанели (1974)
- Contes Immoraux, с Флорънс Белами (1974)
- Le notti segrete di Lucrezia Borgia, със Сирпа Лейн (1982)
- Lucrezia Borgia, с Лучия Прато (1990)
- La primavera di Michelangelo, с Даня Гацара (1990)
- E ridendo l'uccise, с Мариана Де Микели (2005)
- Los Borgia, с Мария Валверде (2006)
- L'incantevole Lucrezia Borgia, с Лукреция Ланте Дела Ровере (2023)

### Телевизия
- Борджиите (The Borgias), телевизионен сериал на Би Би Си от 1981 г., в ролята: Ан Луиз Ламбер
- Witchblade, в еп. 12 на Сезон 2. В ролята: Кейт Левъринг
- Warehouse 13, в пилотния епизод на Сезон 1
- Imperia, la grande cortigiana, в ролята: Киара Клауди
- Борджиите (The Borgias), телевизионен сериал от 2011, в ролята: Холидей Грейнджър. Сезон 3 е излъчен в САЩ от 14 април 2013.
- Борджиите (Borgia), френско-немски телевизионен сериал от 2011, в ролята: Изолда Дюшаук. Сезон 2 е излъчен през 2013 г., а Сезон 3 – през 2014 г.

### Комикси
- Lucrezia, италиански еротичен комикс на Ренцо Барбиери и Джорджо Каведон (1969)
- 花冠のマドンナ?, Kakan no Madonna, манга на Тихо Сайто (1993)
- Ombre a Ferrara, италиански team-up между Даго на изд. „Еура“, Мартин Мистер на изд. „Серджо Бонели“ и Диаболик на изд. „Асторина“ (2002)
- I Borgia, еротичен комикс на Мило Манара и Алехандро Ходоровски (2007 – 2011)
- (チェーザレ 破壊の創造者?, Chēzare hakai no souzousha), манга на Fuyumi Sōryō
- Cantarella, манга на Ю Хигури

### Видеоигри
- Assassin's Creed: Brotherhood (2010)
- Assassin's Creed: Project Legacy, спиноф за фейсбук (2010)

### Музика
- Lucrezia Borgia – опера от Гаетано Доницети, представена за първи път в Миланската Скала на 26 декември 1833 г. Либретото на Феличе Романи е по трагедията на Виктор Юго (който обаче не харесва адаптацията)
- Réminiscences de Lucrezia Borgia, S.400, композиция от Ференц Лист за пиано, базирана на творчеството на Доницети.
- Американската трашметъл група Мегадет посвещава песен на фигурата на Лукреция Борджия, озаглавена "Lucretia", от техния албум Rust In Peace.
- Британската готик рок група Систърс ъф Мърси посвещава песен на фигурата на Лукреция Борджия, озаглавена "Lucretia, My Reflection" и присъстваща в албума Floodland. Женската фигура на Лукреция Борджия е преработена от певеца Андрю Елдрич в басистката Патриша Морисън.

## Обяснителни бележки
1. ↑  Монте ди пиетà е финансова институция с нестопанска цел с късносредновековен произход, основана в Италия през втората половина на 15. век по инициатива на францискански монаси, с цел предоставяне на ограничени заеми (микрокредити) при благоприятни условия в сравнение с тези на пазара. Финансовото изплащане се извършва в замяна на залог: клиентите, за да гарантират заема, трябва да представят залог, който е на стойност поне една трета повече от сумата, която искат да получат. Продължителността на заема обикновено е около година; след изтичане на срока на заема, ако сумата не бъде върната, залогът се продава на търг.
2. ↑  Италианците дефинират „марани“ каталонците произходащи от Валенсия (Bradford, 2005 p. 26.).
3. ↑  Въпреки че почти не се познават, нейният полубрат ѝ оставя наследство от 10 хил. дуката (Bradford, 2005 с. 28.).
4. ↑  Член на семейство дьо Сентел по-късно е отбелязан сред личните камерхери на папата, Раймонде дьо Сентел заема длъжността пронотарий и ковчежник на Перуджа, а Гаспаре ди Прочида се опитва да отиде в Рим, за да отстоява правата си, но в крайна сметка се отказва в замяна на парично обезщетение. (Gregorovius, 1990 с. 42-43.).
5. ↑  Дворецът се е намирал вляво от базиликата Свети Петър, но е разрушен, когато колонадата на Бернини е построена в този район (Chastenet, 1996 с. 55.).
6. ↑  По-късно Сфорца поисква от тъста си 5000 дуката, с които да плати дълговете, Александър VI се съгласява и наистина добавя 30 000 дуката към зестрата, при условие че Джовани консумира брака: „Постановяваме да дойдеш при нас за пълната консумация на брака с твоята съпруга", пише папата на 15 септември 1493 (Chastenet, 1996 с. 65.).
7. ↑  Александър VI всъщност е обвинен в симония от кардинал Джулиано дела Ровере, който бяга във Франция, за да поиска от крал Шарл VIII да свика Общ съвет за свалянето на папата. Междувременно и кардинал Сфорца бяга от Рим и след като се присъединява към сем. Колона, също поисква свалянето на папата. Въпреки тези притеснения Александър VI се оплаква много, че не получава новини от дъщеря си, както в случая, когато до Рим достигат фалшивите слухове, че Лукреция е мъртва или е много сериозно болна, което хвърля папата в мъка. По-късно той я укорява горчиво за непостоянството ѝ в писането. (Bradford, 2005 с. 42-44.).
8. ↑  Например тя поздравява баща си за резултатите, които са могли да бъдат получени от срещата между Александър и Алфонсо II Неаполитански, която се състои през юли във Виковаро, и за възможността за споразумение между Борджиите и Колона, както всъщност се случва (Bradford, 2005 с. 46.).
9. ↑  Все пак нищо от това не присъства в кореспонденцията между Асканио Сфорца и легата на Милано Стефано Таверна, който, бидейки близък с Джовани, би могъл да е научил споделени неща от него. (Bradford, 2005 с. 54.).
10. ↑  Хронистът Пиетро Марцета разказва, че Лукреция е накарала някой си Джакомино, член на семейството на Сфорца, да се скрие в стаята ѝ, за да може да стане свидетел на разговора с брат ѝ Чезаре, от който изглежда, че Борджиите са искали да убият Джовани Сфорца. След като брат ѝ си тръгва, Лукреция нарежда на Джакомино незабавно да уведоми господаря си. Друг летописец от Пезаро, Бернардо Моналди, пише, че папата е възнамерявал да отведе съпругата на херцога на Пезаро или да го убие: „но той, както узна от жена си, се върна тук [в Пезаро] на кон“ (Necci, 2017 p. 220.). Други обаче не вярват, че всичко това се е случило: убийството на Джовани вероятно е щяло да бъде политическа грешка за Борджиите предвид връзката му с Лудовико Сфорца и кардинал Асканио Мария Сфорца, а освен това, ако са искали да го направят, е нямало да го уведомят Лукреция за това. (Gervaso, 1977 с. 202-203.).
11. ↑  От Милано ферарезецът Антонио Костабили пише на херцог Ерколе д'Есте, че Джовани Сфорца е отишъл при Лудовико Мария Сфорца, за да се опита да убеди папата да позволи на съпругата му да се върне при него, но че папата е отказал, позовавайки се на неконсумирания брак. На въпросите на Лудовико Джовани е отхвърлил обвинението: „И когато Негово Величество бе попитан дали е вярно [относно импотентността], той отговори с не. Напротив, че я е познал безброй пъти. Но папата не му я отне заради нищо друго, освен за да я използва.“ (Bradford, 2005 с. 59.).
12. ↑  Пратеник от Ферара казва, че тя се е скарала с баща си, вероятно за процедурите за анулиране, други казват, че тя иска да стане монахиня, а трети казват, че папата е изпратил полицейски конетабъл да я върне, но тя е отказала да напусне.(Bradford, 2005 с. 58.).
13. ↑  Джовани се опитва да направи поражението по-малко жестоко, като отказва да върне зестрата на Лукреция, но му е позволено да си върне само бижутата и другите предмети, които е дал на жена си. (Melotti, 2008 с. 55.).
14. ↑  Венецианският посланик Паоло Капело пише, че Чезаре е преследвал и ранил Перото пред очите на папата, който напразно се е опитвал да защити пратеника си, дотолкова че „кръвта нахлула в лицето на папата". Болонезецът Кристофоро Поджо пише на 2 март 1498 г., че Перото, първият камерхер на папата, е изчезнал, докато е бил в затвора, защото накарал да забременее неговата дъщеря Лукреция. (Sacerdote, 1950 с. 240-241.).
15. ↑  Като благодарност на папата, че се съгласява да анулира брака му с Жана дьо Валоа, позволявайки му да се ожени за Анна Бретанска, Луи XII предлага на Чезаре Борджия ръката на Жана д'Албре и Херцогство Валантиноа (Melotti, 2008 с. 67-69.).
16. ↑  Посланик Катанео пише, „в девет часа през нощта тя загуби момчето или момичето, ние не знаем“: тя всъщност бе бременна в третия месец. (Cloulas, 1989 с. 221-222.).
17. ↑  На следващия ден Винченцо Калмета, папски секретар, пише на своята бивша покровителка, херцогинята на Урбино, че според общоприетото мнение инициаторът на опита за убийство е Чезаре Борджия. (Bradford, 2005 с. 85.).
18. ↑  Възможно е Чезаре действително да е поверил на сем. Орсини да извърши престъплението и че по-късно, след като Алфонсо е оцелял от раните си, да е разработил ново действие срещу него. (Bradford, 2005 с. 87.).
19. ↑  Според Сара Брадфорд Лукреция трябва да е придавала голямо значение на тези писма и след завръщането си в Рим ги е върнала и по-късно ги е взела със себе си във Ферара. Те са намерени сред другите ѝ документи в архива на Есте в Модена. (Bradford, 2005 с. 91-94.).
20. ↑  В следващите векове обаче се появяват злонамерени слухове за този брак: „И за да придобие сигурността на бъдещето, [Ерколе д'Есте] се оказва принуден да покори гордостта си и да принуди своя овдовял син Алфонсо да се ожени за копелето на папата, скандалната Лукреция Борджия, която вече е преминала през ръцете на много съпрузи и любовници. Може да се каже: всичко е загубено, дори честта!“, пише напр. Джузепе Парди, редактор на Ферарския дневник на Бернардино Дзамботи от 1476 до 1504 г., Rerum italicarum scriptores, с. XXIV (под редакцията на Джузепе Парди). Събитието завършва сред злонамерените компилации от личния я живот, написани от мистериозния Силвио и Асканио Корона: «Но сякаш бе фатално за неговия дом да вземе за жени дами, които бяха дали телата си на други, [Алфонсо д'Есте] взе на свой ред Лукреция Борджия за своя жена, наистина известна жена, но много безсрамна." (Corona, 2013 с. 205.).
21. ↑  Назначен за херцог на Сермонета, синът ѝ Родриго е поверен на попечителството на Франческо Борджия, епископ на Козенца, с надбавка от 15 000 дуката (Bradford, 2005 p. 107.).
22. ↑  Същата вечер хората от Ферара изпращат своите доклади до властите във Ферара. Джан Лука Кастелини завършва писмото си до херцога на Есте, като заявява, че „нито едно зловещо нещо не бива или не може да бъде подозирано относно Лукреция“: това заключение показва колко опасения е изпитвало семейство Есте към Борджия. (Chastenet, 1996 pp. 186-187.).
23. ↑  Кардинал Иполито подарява на булката, освен брачната халка, и ковчег с прекрасни бижута. Въпреки това, в случай на разтрогване на брака, бижутата ще се върнат на семейство Есте, докато пръстенът е личен подарък (Cloulas, 1989 с. 271-272.).
24. ↑  На 18 януари Лукреция и голямата ѝ свита пристигат в Урбино, където херцог Гуидобалдо да Монтефелтро и съпругата му Елизабета Гонзага ѝ предоставят на разположение двореца си. Херцогинята придружава Лукреция до Пезаро, след което в следващите дни процесията преминава през Римини, Чезена, Форли, Фаенца и Имола. На 28 януари Лукреция пристига в Болоня, посрещната от Джовани II Бентивольо и съпругата му Джиневра Сфорца, леля на Джовани Сфорца, първият ѝ съпруг.
25. ↑  Лукреция заявява, че би платила с готовност 25 000 дуката за това никога да не се е запознала с херцогинята на Урбино Елизабета Гонзага, за да не се изчерви от срам сега, когато бат ѝ Чезаре е завладял града (Bellonci, 2011 с. 338-339.).
26. ↑  Стабилните условия първоначално позволяват на Чезаре Борджия, който пристига във Ферара, за да посети сестра си, да замине за френския двор заедно със своя девер Алфонсо, въпреки че Алфонсо първоначално решава да остане близо до съпругата си. (Cloulas, 1989 с. 362.). Когато ситуацията се влошава, Алфонсо е предупреден от баща си да се върне и двамата с Чезаре се връщат при Лукреция. Например Чезаре се оказва полезен, като държи крака ѝ по време на кръвопускане и се опитва да я забавлява и разсейва, докато Алфонсо вероятно е бил посъветван от Ерколе да остане до жена си и да бъде виждан често с нея. (Bellonci, 2011 с. 343.).
27. ↑  В едно от писмата им Лукреция предлага на Бембо да скрият любовните си волности, като не се обръща директно към нея, а я нарича с инициалите FF. Значението на това съкращение е неясно. Според някои историци може да се отнася до думата fiat, която папите поставят в края на приетите молби, докато според Мария Белончи произходът му трябва да се търси в т. нар. „медал на Купидон със завързани очи“, който показва профила на Лукреция от едната страна и наличието на акронима FPHFF. Това съкращение, тълкувано от някои като името на гравьора на медала, може да е кодът на орнамент, в което последните две букви се отнасят за самата Лукреция. „Двама знаеха какво имат предвид“, казва Белончи, „и това си остана тяхна тайна“ (Bellonci, 2011 с. 358 и с. 362.).
28. ↑  Девет писма от тяхната кореспонденция остават, включително две на испански, запазени в Амбросийската библиотека в Милано (Cloulas, 1989 с. 366-367.). Там е запазен и рус кичур от косите на Лукреция. (La ciocca di capelli di Lucrezia Borgia Архив на оригинала от 2010-12-04 в Wayback Machine.).
29. ↑  Даниела Пицагали предполага, че в тази връзка не би могла да има физическа близост, тъй като Алфонсо д'Есте е държал жена си под строго наблюдение, забранявайки ѝ да се среща със съмнителни хора (Pizzigalli, 2001 с. 226-238..). Вместо това Алесандра Нечи твърди, че „въпреки че са били вдъхновени от петраркизма, вероятно Лукреция и Пиетро в определен момент са изоставили романтичната фаза, за да стигнат до моменти на интензивна телесност“.(Necci, 2017 с. 392..). Според Сара Брадфорд Лукреция „е живеела във вътрешния кръг на двора и постоянно е била шпионирана“. (Bradford, 2005 с. 173..).
30. ↑  Според Женевиев Шастене Лукреция със сигурност е била „запленена от изразителната грозота на маркиза на Мантуа“ (Chastenet, 1996 с. 280..), който, според Сара Брадфорд, е бил „надарен с чар и мощен сексуален магнетизъм“, което е напомняло на Лукреция за мъжете в нейното семейство. (Bradford, 2005 с. 194-196.).
31. ↑  Според Даниела Пицагали връзката по същество ще остане в епистоларното състояние предвид строгото наблюдение на Алфонсо, изключителните трудности при срещите и сифилисът, който е принуждавал Франческо да е на легло за дълги периоди от време (Pizzigalli, 2001 с. 226-238..).Вместо това историчката Сара Брадфорд твърди, въз основа на прецедентите (т.е. любовниците на Лукреция и хиперсексуалността на Франческо), че е било „трудно да се повярва, че няма нещо друго между тях“, като също така подчертава как незаконната им любов би била стимулираща за Лукреция предвид ревността на Изабела д’Есте и омразата между нейния съпруг Алфонсо и Франческо. (Bradford, 2005 с. 194-215..) Алесандро Луцио твърди, че те не са достигнали физическа близост, но все пак подкрепя наличието на връзка „поне морално виновна, между Франческо Гонзага с Лукреция“ (Necci, 2017 с. 439 и с. 468..). Алесандра Нечи също вярва, че е е много вероятно двамата да са били любовници предвид природата и на двамата (Necci, 2017 с. 439..). Антонио Спиноза подкрепя любовта между двамата, но смята, че те не са успели да имат възможност да я консумират (Spinosa, 1999 с. 258-259..).
32. ↑  След смъртта на Чезаре Лукреция се обръща към Алфонсо и вероятно също към Франческо. Тя пише на съпруга си всеки ден, поздравявайки го за благосклонността, предоставена му от краля на Франция, докато той се опитва да я утеши за тежката ѝ загуба. Според това, което е достигнало до нас, Лукреция не е писала на никой друг в периода след смъртта на Чезаре и дори и да се е доверила на Гонзага, писмата ѝ са изгубени. (Bradford, 2005 с. 242.).
33. ↑  Историкът Иван Клулас подкрепя тезата, според която авторът на убийството е Мазино дал Форно, привърженик на семейство Есте: обвинявайки Мазино, трябва да бъде обвинен и Алфонсо д'Есте, който е дал съгласието си за убийството, за да се отърве от посредника на Франческо и Лукреция (Cloulas, 1989 с. 386-387.). Тезата, подкрепена и от някои стихове на Джероламо Казио: „Ерколе Строци, който бе даден на смърт / защото е писал за Лукреция Борджия“ (Pizzigalli, 2001 с. 245.). Вместо това Пицигали твърди, че убийството е извършено от роднините на Ерколе Бентивольо, първия съпруг на Барбара Торели (съпруга на Ерколе Строци), които не са простили на жената загубата на огромната зестра: „Следователно е правдоподобно убиецът да е пристигнал от тази посока, но не без съучастие на високите постове: съучастие, задушено от ролята на Строци на посредник, което семейство Есте не може да му прости.» (Pizzigalli, 2001 с. 244-245..). Алесандра Нечи също твърди, че Есте са били съучастници в убийството, прикривайки убийците, тъй като са единствените, които могат да „предложат всички гаранции за имунитет“ (Necci, 2017 с. 470-472..).
34. ↑  Тя успява да стане наследница на сина си, но процесът за възстановяване на наследството му е много дълъг и приключва през 1518 г. (Bradford, 2005 с. 282.).
35. ↑  Двамата поети, отдадени на сем. Арагон, подхващат намеците за кръвосмешение с баща ѝ и братята ѝ, публикувайки хапливи епиграми. Александър V и Чезаре по-специално са смятани от двамата неаполитански поети за причината за падането на Арагонците. (Gregorovius, 1990 с. 160.).
36. ↑  По-късно, по време на сватбените тържества във Ферара, Ерколе I д’Есте също поръчва „много мръсна комедия сред другите, които не бяха чисти“, за да пожелае на сина си и булката му плодотворен брак. (Bellonci, 2011 с. 236.).
37. ↑  Това са Франческо Гуачардини, хронистът Марин Санудо, историкът Паоло Джовио. Според тях отровата е била предпочитаното оръжие на Борджия, макар че по онова време употребата ѝ е била обичайна. (Chastenet, 1996 с. 93-94.).

## Библиографски бележки
1. ↑  Bradford, 2005 p. 87..
2. ↑  Cloulas, 1989 с. 263-264..
3. ↑  Bradford, 2005 pp. 290-291..
4. ↑  Montanelli, 2003 p. 346..
5. ↑  Le vrai visage des Borgia
6. ↑  Chastenet, 1996 p. 325..
7. ↑  Bellonci 2011 p. 371..
8. ↑  Cloulas, 1989 pp. 80-81..
9. ↑  Gervaso, 1977 p. 362..
10. ↑  Marion Hermann Röttgen ..
11. ↑  Gervaso, 1977 p. 379..
12. ↑  Cloulas, 1989 pp. 80-81..
13. ↑  Bradford, 2005 с. 25..
14. ↑  Bradford, 2005 p. 23..
15. ↑  Bradford, 2005 pp. 21-22..
16. ↑  Chastenet, 1996 с. 27..
17. ↑  Bradford, 2005 с. 21-22..
18. ↑  Bradford, 2005 с. 23..
19. ↑  Treccani.it. Canale Carlo.
20. ↑  Chastenet, 1996 с. 21..
21. ↑  Gregorovius, 1990 с. 31-32..
22. ↑  Bradford, 2005 с. 22-23..
23. ↑  Chastenet, 1996 с. 37..
24. ↑  Gregorovius, 1990 с. 40..
25. ↑  Bellonci, 2011 с. 36., Chastenet, 1996 с. 33.).
26. ↑  Bradford, 2005 с. 33..
27. ↑  Bradford, 2005 с. 27..
28. ↑  Bellonci, 2011 с. 42-45..
29. ↑  Chastenet, 1996 с. 55-56..
30. ↑  Gregorovius, 1990 с. 53-54..
31. ↑  Chastenet, 1996 с. 55-61..
32. ↑  Bellonci, 2011 с. 51..
33. ↑  Bradford, 2005 с. 34..
34. ↑  Bradford, 2005 с. 37..
35. ↑  Bradford, 2005 с. 38..
36. ↑  Bradford, 2005 с. 42-44..
37. ↑  Bradford, 2005 pp. 49-52..
38. ↑  Bradford, 2005 с. 53..
39. ↑  Bradford, 2005 с. 55..
40. ↑  Bradford, 2005 p. 57..
41. ↑  Bradford, 2005 с. 58..
42. ↑  Bellonci, 2011 с. 139-140..
43. ↑  Chastenet, 1996 с. 116..
44. ↑  Bradford, 2005 с. 66-67..
45. ↑  I diarii di Marino Sanuto: (MCCCCXCVI-MDXXXIII) dall'autografo Marciano ital. cl. VII codd. CDXIX-CDLXXVII, Volume 1, Marino Sanudo, F. Visentini, 1879, p. 883.
46. ↑  Bradford, 2005 с. 67..
47. 1 2  Bradford, 2005 с. 67..
48. ↑  Bradford, 2005 с. 69..
49. ↑  Bradford, 2005 с. 70..
50. ↑  Chastenet, 1996 с. 123..
51. ↑  Necci, 2017 с. 250-252..
52. ↑  Bradford, 2005 p. 75..
53. ↑  Cloulas, 1989 с. 222..
54. 1 2  Bradford, 2005 с. 77..
55. ↑  Cloulas, 1989 с. 223..
56. ↑  Cloulas, 1989 с. 224-226..
57. ↑  Cloulas, 1989, с. 224-226
58. ↑  Cloulas, 1989, с. 239-340
59. ↑  Bradford, 2005 с. 86-89..
60. ↑  Cloulas, 1989 с. 239-340..
61. ↑  Cloulas, 1989 с. 241..
62. ↑  Bradford, 2005 с. 87-88..
63. ↑  Bellonci, 2011 с. 199-200..
64. ↑  Cloulas, 1989 с. 242..
65. 1 2 3  Bellonci, 2011 с. 208..
66. ↑  Melotti, 2008 с. 88..
67. ↑  Bellonci, 2011 с. 209..
68. ↑  Bradford, 2005 с. 96..
69. ↑  Bradford, 2005 с. 96..
70. ↑  Bradford, 2005 с. 100..
71. ↑  Cloulas, 1989 с. 264..
72. ↑  Bradford, 2005 с. 103..
73. ↑  Cloulas, 1989 с. 262..
74. ↑  Chastenet, 1996 с. 173..
75. ↑  Bellonci, 2011 с. 219..
76. ↑  Bradford, 2005 с. 103..
77. ↑  Chastenet, 1996 с. 192..
78. ↑  Bradford, 2005 с. 121..
79. ↑  Bellonci, 2011 с. 296..
80. ↑  Cloulas, 1989 с. 262..
81. ↑  Bellonci, 2011 с. 296-297..
82. ↑  Bellonci, 2011 с. 299..
83. ↑  Bradford, 2005 с. 145..
84. ↑  Bellonci, 2011 с. 330-331..
85. ↑  Pizzigalli 2001 с. 177 e 190-191..
86. ↑  Bradford, 2005 с. 174..
87. ↑  Bradford, 2005 с. 158..
88. ↑  Bellonci, 2011 с. 348..
89. ↑  Bradford, 2005 с. 167..
90. ↑  Bradford, 2005 с. 169..
91. ↑  Bellonci, 2011 с. 333-334..
92. ↑  Bellonci, 2011 с. 335-336..
93. ↑  Cloulas, 1989 с. 366-367..
94. ↑  Pizzigalli 2001 с. 177 и 190-191..
95. ↑  Melotti, 2008 с. 128..
96. ↑  Cloulas, 1989 с. 372..
97. ↑  Bradford, 2005 с. 183-185..
98. ↑  Cloulas, 1989 с. 373..
99. ↑  Cloulas, 1989 с. 373-374..
100. ↑  Bellonci, 2011 с. 388-389 и с. 393-394..
101. ↑  Cloulas, 1989 с. 378..
102. ↑  Cloulas, 1989 с. 371..
103. ↑  Gregorovius, 1990 с. 280..
104. ↑  Chastenet, 1996 с. 265-266..
105. 1 2  Chastenet, 1996 p. 281..
106. ↑  Spinosa, 1999 с. 258..
107. ↑  Cloulas, 1989 с. 379..
108. ↑  Bellonci, 2011 с. 443-444..
109. ↑  Bradford, 2005 с. 240..
110. ↑  Bradford, 2005 с. 240..
111. 1 2  Bellonci, 2011 с. 449..
112. ↑  Cloulas, 1989 с. 382-383..
113. ↑  Bellonci, 2011 с. 464..
114. ↑  Cloulas, 1989 с. 385..
115. ↑  Necci, 2017 с. 466-467..
116. ↑  Bradford, 2005 с. 250..
117. ↑  Cloulas, 1989 с. 388..
118. ↑  Bellonci, 2011 с. 489..
119. ↑  Bellonci, 2011 с. 492-498..
120. ↑  Cloulas, 1989 с. 389..
121. ↑  Bradford, 2005 с. 272..
122. ↑  Bradford, 2005 с. 274..
123. ↑  Bellonci, 2011 p. 489..
124. ↑  Bradford, 2005 pp. 277-278..
125. ↑  Cloulas, 1989 с. 391..
126. ↑  Bradford, 2005 с. 290-291..
127. ↑  Montanelli, 2003 с. 346..
128. 1 2  Cloulas, 1989 с. 392..
129. ↑  Bradford, 2005 с. 309 и с.316..
130. ↑  Cloulas, 1989 с. 392..
131. ↑  Bradford, 2005 с. 322..
132. ↑  Chastenet, 1996 с. 319..
133. ↑  Chastenet, 1996 с. 320..
134. ↑  Montanelli, 2003 с. 346..
135. ↑  Gervaso, 1977 с. 362..
136. ↑  Gervaso, 1977 с. 203-205..
137. ↑  Bradford, 2005 с. 59..
138. ↑  Chastenet, 1996 с. 351..
139. ↑  Melotti, 2008 с. 54..
140. ↑  Bellonci, 2011 с. 141..
141. ↑  Gervaso, 1977 с. 203-205..
142. ↑  Bellonci, 2011 с. 150..
143. ↑  Gregorovius, 1990 с. 164..
144. ↑  Bellonci, 2011 с. 483-484..
145. 1 2  Bellonci, 2011 с. 585..
146. ↑  Bradford, 2005 с. 89..
147. ↑  Bellonci, 2011 с. 48-49 и с. 235..
148. ↑  Bellonci, 2011 с. 235..
149. ↑  (Bellonci, 2011 с. 233-234.
150. ↑  Bellonci, 2011 с. 235..
151. ↑  Chastenet, 1996 с. 178..
152. ↑  Gregorovius, 1990 с. 87..
153. ↑  Gervaso, 1977 p. 379..
154. ↑  Cloulas, 1989 p. 448..
155. ↑  Bellonci 2011 с. 371..